# 东莞证券
东莞证券股份有限公司，简称东莞证券，成立于1988年，注册资本15亿元，是中国首批承销保荐机构之一。

## 历史
东莞证券股份有限公司前身系东莞证券公司,于1988年6月21日，由当时中国人民银行东莞分行发起成立，初始注册资本100万元。
1997年东莞证券公司采取脱钩改制、与中国人民银行东莞分行脱钩，改制为东莞证券有限公司并增资至5,000万元。
2001年12月15日，中国证监会批复核准东莞证券注册资本由 5,000万元增至55,000万元；
2014年10月23日，东莞市国资委批准东莞证券整体变更为东莞证券股份有限公司。
东莞证券曾启动IPO计划但已于2017年5月中止，原因是其股东锦龙股份涉嫌行贿广东省原副省长刘志庚。
在证监会公布的2016年证券公司分类结果中，东莞证券被评为A级。
2021年7月24日，中国证券监督管理委员会发布《2021年证券公司分类结果》，其中东莞证券被评为A级，与2020年持平。